# Рада старійшин
Рада старійшин (фр. Conseil des Anciens) — французька верхня палата по конституції III року.
Рада старійшин складалася з 250 осіб, які обиралися департаментськими виборчими зборами з числа осіб, віком не молодше 40 років (звідси його назва), які перебувають або перебували у шлюбі і жили на території республіки не менше п'ятнадцяти років до обрання.
Його склад поновлювався щорічно по третинах. Рада старійшин засідала в Тюїльрі, спочатку в Манежі, а потім у Бурбонському палаці. Рада старійшин обирає президента і секретаря не більше, як на місячний термін. Члени одержували платню. Рада старійшин схвалює або відкидає (але неодмінно цілком, без поправок) резолюції Ради п'ятисот. Схвалені ним резолюції ставали законами, але сама Рада старійшин законодавчої ініціативи не мала. Їй належало право змінювати, у разі потреби, місцеперебування законодавчого корпусу, вказуючи місце і час зборів. Рада старійшин припинила своє існування в 1799 році після перевороту 18 брюмера.